# Вешниц
Ве́шниц (нем. Weschnitz) — река в Германии, протекает по землям Гессен и Баден-Вюртемберг. Площадь бассейна реки составляет 414,16 км², из которых в Гессене — 332 км². Длина реки — 59,4 км. Является правым притоком Рейна, в который впадает рядом с АЭС Библис справа на расстоянии 454,5 км от устья на высоте около 85 метров над уровнем моря.
Начинается у Хаммельбаха на высоте 455 метров над уровнем моря. На реке стоят города Библис, Эйнхаузен, Лорш, Хеппенхайм, Хемсбах, Вайнхайм, Биркенау, Мёрленбах, Римбах, Фюрт. В низовьях протекает по прорезанной множеством мелиоративных каналов болотистой местности. Средняя величин стока у Лорша — 3,23 м³/с.
Основные притоки — Хамбах (пр, впадает в 20 км от устья, длина — 10,6 км), Штадтбах (пр, впадает в 21,8 км от устья, длина — 10,2 км), Ландграбен (лв, впадает в 21,2 км от устья, длина — 23,5 км), Грюндельбах (лв, впадает в 34,1 км от устья, длина — 10,3 км), Мёрленбах (лв, впадает в 42,6 км от устья, длина — 9,4 км), Лёрценбах (пр, впадает в 47,6 км от устья, длина — 9 км), Шлирбах (в верховьях Колмбах, пр, впадает в 50,3 км от устья, длина — 9,9 км).
Многократно упоминается в документах эпохи каролингов — под названиями «Wisscoz», «Wiscoz», «Wissgoz», «Wischoz», «Wisoz», «Wisoz», «Wisogoz» или «Wisgoz» — как место расположения Лоршского монастыря. В декабре 1979 года на речном острове был организован заповедник «Weschnitzinsel».